# Mistrzostwa Świata w Piłce Siatkowej Mężczyzn 2014 (eliminacje strefy CSV)
.

## Mistrzostwa Ameryki Południowej
| Miejsce | Reprezentacja |
| ------- | ------------- |
| złoto   | Brazylia      |
| srebro  | Argentyna     |
| brąz    | Kolumbia      |
| 4.      | Chile         |
| 5.      | Paragwaj      |

     kwalifikacja do MŚ

## Turniej kwalifikacyjny - Envigado

### Wyniki
| Data  | Godz. | Drużyna 1 | Wynik | Drużyna 2 | 1     | 2     | 3     | 4     | 5     | * |
| ----- | ----- | --------- | ----- | --------- | ----- | ----- | ----- | ----- | ----- | - |
| 13.08 | 18:00 | Wenezuela | 3:0   | Chile     | 25:23 | 25:15 | 25:23 |       |       |   |
| 13.08 | 20:00 | Kolumbia  | 3:0   | Paragwaj  | 25:17 | 25:20 | 25:13 |       |       |   |
| 14.08 | 16:00 | Wenezuela | 3:0   | Paragwaj  | 25:16 | 25:15 | 25:20 |       |       |   |
| 14.08 | 18:00 | Kolumbia  | 3:1   | Chile     | 20:25 | 25:23 | 25:23 | 25:22 |       |   |
| 15.08 | 15:00 | Paragwaj  | 0:3   | Chile     | 18:25 | 18:25 | 24:26 |       |       |   |
| 15.08 | 17:00 | Kolumbia  | 2:3   | Wenezuela | 27:29 | 26:24 | 17:25 | 25:19 | 15:17 |   |

### Tabela
| Lp. | Drużyna   | Pkt | Mecze | Mecze | Mecze | Sety | Sety | Sety  | Małe punkty | Małe punkty | Małe punkty |
| Lp. | Drużyna   | Pkt | M     | W     | P     | wyg. | prz. | ratio | zdob.       | str.        | ratio       |
| --- | --------- | --- | ----- | ----- | ----- | ---- | ---- | ----- | ----------- | ----------- | ----------- |
| 1   | Wenezuela | 8   | 3     | 3 (1) | 0 (0) | 9    | 2    | 4.500 | 264         | 222         | 1.189       |
| 2   | Kolumbia  | 7   | 3     | 2 (0) | 1 (1) | 8    | 4    | 2.000 | 280         | 257         | 1.089       |
| 3   | Chile     | 3   | 3     | 1 (0) | 2 (0) | 4    | 6    | 0.667 | 230         | 230         | 1.000       |
| 4   | Paragwaj  | 0   | 3     | 0 (0) | 3 (0) | 0    | 9    | 0.000 | 161         | 226         | 0.712       |

Źródło: fivb.org
Punktacja: 3:0 i 3:1 – 3 pkt; 3:2 – 2 pkt; 2:3 – 1 pkt; 1:3 i 0:3 – 0 pkt
Zasady ustalania kolejności: 1. liczba punktów; 2. liczba zwycięstw; 3. stosunek setów; 4. stosunek małych punktów; 5. bilans w bezpośrednich meczach
     kwalifikacja do MŚ